# ساندي ليستر
ساندي ليستر (بالإنجليزية: Sandy Lister)‏ هي لاعب هوكي الحقل بريطانية، ولدت في 16 أغسطس 1961 في هاليفاكس في المملكة المتحدة.

## وصلات خارجية
- ساندي ليستر على موقع اللجنة الأولمبية الدولية (الإنجليزية)
- ساندي ليستر على موقع أوليمبيديا (الإنجليزية)